# Бурхард фон Шванден
Бурхард фон Шванден (нем. Burchard von Schwanden 1245 год, Берн — 1310) — двенадцатый великий магистр Тевтонского ордена (1282/1283—1290).

## Биография
Бурхард происходил из патрицианской семьи города Берна. Прежде чем стать в 1269 году рыцарем Тевтонского ордена, он монашествовал в монастыре швейцарского города Хицкирх. В 1275 году он становится комтуром небольшого орденского замка Кёниц, расположенного также в Швейцарии. В 1277 году Бурхард становится ландкомтуром баллея ордена Тюрингия и Саксония. В 1282 (по другим данным в 1283) в Акре его выбирают Великим магистром ордена.
Во время его правления положение христиан в Святой земле стало критическим. Мамлюки завоевали многие города и замки крестоносцев, в 1289 году уничтожили графство Триполи, угрожали остаткам Иерусалимского королевства и его столице Акре. Создавшаяся ситуация угрожала Ордену, столица которого по-прежнему находилась в Акре.
Со взятием в 1291 году Акры мамлюками, Бурхард отстраняется от дел и направляется к своим родственникам в Швейцарию, где и умирает в 1310 году.